# فضل الله رضا
فضل الله رضا (1 يناير 1915 - 19 نوفمبر 2019) هو بروفيسور إيراني ولد في مدينة رشت في إيران.

## تعليمه
حصل رضا على درجة البكالوريوس من جامعة طهران في قسم الهندسة الكهربائية عام 1938، ثم على درجة الماجستير والدكتوراة من جامعة كولومبيا في عام 1946 ودرجة الدكتوراة من كلية تاندون عام 1950 وهو عضو في جمعية مهندسي الكهرباء والإلكترونيات والجمعية الأمريكية لتقدم العلوم لمساهماته في نظرية المعلومات والشبكات وهو عضو فخري في أكاديمية اللغة الفارسية وآدابها، وله منشورات وكتابات في الشعر الفارسي الكلاسيكي.

## مناصبه
عمل في جامعة طهران كرئيس لكلية أيريامير التقنية، وسفيرًا لإيران في كندا ولدى اليونسكو، كما قام بالتدريس كبروفيسور في معهد ماساتشوستس للتقنية وجامعة مكغيل وفي جامعة طهران.